# 別利吉
别利吉（羅馬化：Belidzhi）是俄罗斯达吉斯坦共和国的市级镇，属共和国辖市杰尔宾特市，在杰尔宾特及共和国首府马哈奇卡拉南偏东方。
该地2021年人口有10,801人；2010年人口12,236；2002年人口11,584；1989年人口10,835。